# Wrightia lanceolata
Wrightia lanceolata là một loài thực vật thuộc họ Apocynaceae. Đây là loài đặc hữu của Thái Lan.